# バイカル (洋菓子店)
バイカル (BAIKAL) は、1955年に京都市左京区下鴨で創業した洋菓子店である。
1963年に株式会社バイカルとして登記し、京都府下および近隣に複数店舗を経営していたが、2016年9月にハトヤ観光グループ傘下となり、株式会社ハトヤ瑞鳳閣バイカル事業部となった。

## 店名の由来
バイカル創業者である川勝三郎の父親は戦前より食料品店を営んでいたが、戦後の復興期に、今後の日本文化の西欧化を予見しフランス菓子店の創業を考えた。本場の技術を学ばせるため息子の三郎をフランスに修行に行かせたが、当時のフランスで日本人を雇う店はなかなか見つからず、三郎は苦労の末、ある店で働くこととなった。店で働き始めた後も菓子の作り方は教えてもらえず雑用に追われる毎日であったが、一人の兄弟子が三郎に菓子作りの技術を教えてくれるようになった。実はその兄弟子もフランス人ではなくロシア出身であったため、同じような立場の外国人である三郎の状況を理解し、親切にしてくれていたのである。兄弟子に対し強い感謝の念を持っていた三郎は、日本で創業する洋菓子店の名前を、兄弟子の故郷にあり、彼との会話の中でよく耳にしたバイカル湖に由来するものとしたのである。

## エピソード
- 創業時からの定番商品の一つがアップルパイである。1970年代頃よりアップルパイ用のリンゴとして青森県産の紅玉を使用しているが、1991年の台風19号により青森県のリンゴ農園が大規模な被害を受けた際、試験的に国外から輸入した紅玉種を使用して同じ製法でパイを作ろうとしたところ、リンゴが煮崩れてしまった。これ以降もバイカルは、青森県の特定地域で収穫される紅玉を専用的に使用している[1]。
- チョコレート菓子に使用するチョコレートやカカオの新品種開拓に力を入れている。1970年代にフランスのヴァローナ社のチョコレートに出会い、日本で最も初期に導入した洋菓子店の一つとなった[5][6]。これ以降にも、ベネズエラ産の無農薬栽培の「クリオロ種」や、エクアドルの固有品種である有機栽培の「アリバ種」のカカオを使用している[5][6]。アリバ種はフランスでオーガニック・フェアトレードチョコレートを専門的に扱うカオカ社と協力して導入している[1]。
- 1975年にエリザベス女王が訪日し京都を訪れた際、京都御所に洋菓子を献納した[1]。
- ハトヤ観光グループ傘下となった後、ホテル・京湯元ハトヤ瑞鳳閣１階でイートイン/カフェ形態の店舗（バイカルカフェ）をオープンした[7][8]。
- 「日本ギフト大賞2023」において、各都道府県毎に1点選出される都道府県賞のうち、京都賞をバイカルのアップルパイが受賞した[9][10][11]。